# Lal Chand Yamla Jatt
 (août 2019).
Si vous disposez d'ouvrages ou d'articles de référence ou si vous connaissez des sites web de qualité traitant du thème abordé ici, merci de compléter l'article en donnant les références utiles à sa vérifiabilité et en les liant à la section « Notes et références ».
Lal Chand Yamla Jatt (pendjabi : ਲਾਲ ਚੰਦ ਯਮਲਾ ਜੱਟ; 28 mars 1914 - 20 décembre 1991) mieux connu simplement sous le nom de Yamla Jatt, est un chanteur folk du Pendjab en Inde. 

## Prix
Il a reçu la médaille d'or du Premier ministre indien Jawaharlal Nehru en 1956[réf. nécessaire].